# Euryzilora ussurica
Euryzilora ussurica là một loài bọ cánh cứng trong họ Melandryidae. Loài này được Mamaev in Mamaev & Kompantsev miêu tả khoa học năm 1978.